# ويليام أورلاندو باتلر
ويليام أورلاندو باتلر (بالإنجليزية: William Orlando Butler)‏ هو محامي وسياسي أمريكي، ولد في 19 أبريل 1791 في مقاطعة جيسامين في الولايات المتحدة، وتوفي في 6 أغسطس 1880 في كارولتون في الولايات المتحدة. حزبياً، نشط في الحزب الديمقراطي. وقد انتخب عضو مجلس نواب كنتاكي وانتخب عضو مجلس النواب الأمريكي.